# Ingemar Nyman (politiker)
Sven Ingemar Nyman, född 6 december 1946 i Bjurholms församling, död augusti 2023, var en svensk moderat politiker och kommunstyrelsens ordförande i Bjurholms kommun mellan 1995 och 2017. Under 40 år arbetade han också som polis i Bjurholm. Han gick i pension 2011.
Nyman tillträdde som kommunalråd 1995 och behöll därefter posten. Han är en av de kommunalråd som suttit längst i landet. Inför valet 2010 menade lokala socialdemokrater att Nymans popularitet som person var en förklaring till det långa borgerliga maktinnehavet i kommunen. Efter att han avsagt sig uppdraget som kommunalråd 2017 återvände han till politiken året därpå. Han blev då ledamot i kommunstyrelsen.